# Marinaldo dos Santos Oliveira
Marinaldo dos Santos Oliveira, noto semplicemente come Naldo (Maetinga, 13 maggio 1990), è un calciatore brasiliano, centrocampista del Joinville.

## Palmarès

### Competizioni nazionali
- Campeonato Brasileiro Série B: 1

Joinville: 2014

### Competizioni statali
- Campionato Catarinense: 1

Joinville: 2015
- Campionato Cearense: 1

Ceará: 2018